# Arkadi Romanowitsch Rotenberg

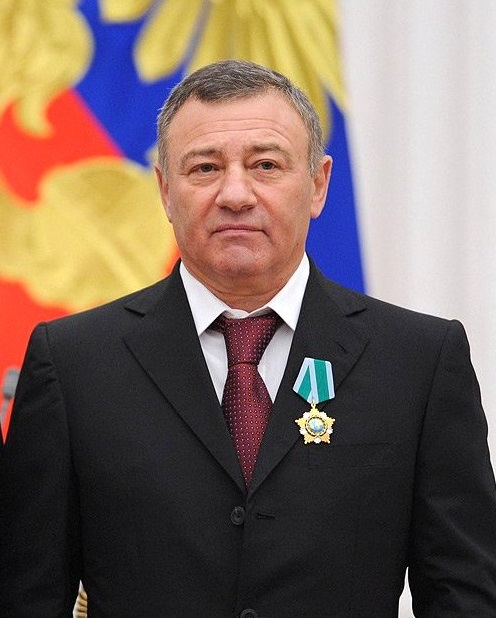
Arkadi Rotenberg (2013)

Arkadi Romanowitsch Rotenberg (russisch Аркадий Романович Ротенберг; * 15. Dezember 1951 in Leningrad, Sowjetunion) ist ein Oligarch. Er gilt als Vertrauter von Russlands Präsident Putin und verdankt sein Vermögen, welches im Juli 2018 laut Forbes auf etwa 2,5 Mrd. US-Dollar geschätzt wird, nach Einschätzung der Europäischen Union dessen Protektion. Arkadi Rotenberg ist der ältere Bruder des Oligarchen Boris Rotenberg.

## Leben
Arkadi Rotenbergs erste Unternehmen waren ein Sicherheitsdienst und eine Tankstellenkette in Sankt Petersburg in den 1990er Jahren.
Gemeinsam mit seinem jüngeren Bruder Boris Rotenberg ist er Eigentümer der „SGM Group“, in der ihre Bauaktivitäten gesammelt sind. SGM steht für „Stroi Gas Montash“ (Bau, Gas, Montage, russisch Стройгазмонтаж) – die Gruppe ist ein Hauptauftragnehmer von Gazprom zum Bau von Öl- und Gasleitungen.
Die Rotenberg-Brüder gründeten 2001 die SMP Bank, die in 40 russischen Städten mit mehr als 100 Geschäftsstellen operiert, davon die Hälfte alleine im Großraum Moskau, Ableger gibt es auch in Lettland. SMP betreibt mehr als 9000 Bankautomaten und ist nach zwölf Jahren zu einem der 40 größten Finanzinstitute Russlands avanciert.
Seine Rolle als Oligarch mit besten politischen Verbindungen bestätigte sich auch im Zuge der Vorbereitungen auf die Olympischen Winterspiele 2014 in Sotschi, als Rotenberg nach einer Ausschreibung einen Staatsauftrag erhielt, obwohl er mehr Geld verlangt hatte als seine Mitbewerber.
Rotenberg wurde 2013 Vorsitzender des Verlagshauses Prosweschtschenije, das zu Zeiten der Sowjetunion sämtliche Schulbücher produziert hatte. Das Unternehmen war zunächst von der russischen Mediengruppe „OLMA“ für einen Preis erworben worden, der nur rund ein Drittel von dessen Jahresgewinn betrug. Finanziert wurde der Kauf mit einem Kredit der SMP-Bank, die sich das Geld wiederum von der Gazprombank lieh. Dann verkaufte OLMA 99 % der Anteile an eine Firma auf Zypern, deren Eigentümer wegen der dortigen Vorschriften anonym blieben. Rotenberg wurde am 31. Oktober 2013 zum Vorsitzenden ernannt. Die für den Bildungssektor zuständigen staatlichen russischen Stellen verlangten anschließend von allen Schulbuchproduzenten, Expertisen für ihre Bücher anfertigen zu lassen und sie weiterhin einer Kommission vorzulegen.
Nach einem umstrittenen Verfahren wurde dann rund die Hälfte der Schulbücher der Russischen Föderation von der Kommission für unbrauchbar erklärt, von den Büchern aus Rotenbergs Unternehmen wurden aber nur 6 % beanstandet. Es baute in der Folge seinen Marktanteil bei Neubestellungen auf rund 70 % aus.
Gemeinsam mit seinem Geschäftskollegen und Milliardär Alexander Ponomarenko gewann Putins Judopartner Rotenberg 2013 eine Ausschreibung für den Umbau eines Teils des staatlich betriebenen Flughafens Scheremetjewo außerhalb von Moskau. Laut jüngsten Angaben von Forbes haben beide Partner bisher (Stand 2017) 1 Milliarde Dollar in dieses Projekt investiert.
Am 20. März 2014 wurde im Zuge der völkerrechtswidrigen Annexion der Krim durch Russland eine Vermögenssperre seitens der Vereinigten Staaten (d. h. Specially Designated Nationals and Blocked Persons) und der Europäischen Union gegen ihn verhängt. Rotenberg ließ seine Anwälte beim Europäischen Gerichtshof gegen die Sanktionen klagen. Der EuGH entschied 2016, dass die Sanktionen gegen Rotenberg seit 2015 begründet sind, da seine Aktivitäten die Eingliederung
der Krim in die Russische Föderation konsolidieren und die territoriale Unversehrtheit der Ukraine weiter untergraben.
Nachdem Italien einige Besitztümer Rotenbergs im Wert von 40 Millionen US-Dollar beschlagnahmt hatte, wurde in der Russischen Föderation ein Gesetz erlassen, dass im Ausland enteignete Personen von Russland entschädigt werden können. Die Regelung wurde als „Rotenberg-Gesetz“ bekannt.
Analysten schätzten, Rotenberg habe 2014 etwa 2,3 Milliarden US-Dollar an Vermögen durch den Kursverfall des Rubels und Einbrüche am Aktienmarkt verloren, was rund 72 % seines damaligen Vermögens entsprochen habe.
Rotenberg ist Präsident des Sportvereins HK Dynamo Moskau.
Im Zusammenhang mit Ermittlungen gegen die Deutsche Bank berichtete Bloomberg News im April 2016 unter Berufung auf ungenannte Informanten, ein Teil der von Mirror Trading in Dollar konvertierten Milliarden stamme von den Rotenberg-Brüdern.
Die Rotenberg-Brüder werden in Russland auch als „Könige der Staatsaufträge“ bezeichnet. Schätzungen zufolge bekam allein Arkadi Rotenberg im Jahre 2015 Staatsaufträge im Wert von 1,3 Milliarden Euro, im Jahr 2017 von 1,2 Milliarden Euro. Der Auftrag für den Bau der Krim-Brücke über die Straße von Kertsch umfasste 3 Milliarden Euro. Im Zusammenhang mit den Sanktionen gegen Russland und den Reaktionen Russlands darauf, wird es ab 2018 zukünftig möglich sein, dass Behörden die Gewinner von Aufträgen nicht mehr publizieren müssten. 2020 wurde Rotenberg „für besondere Arbeitsverdienste beim Bau der Krim-Brücke“ der Titel Held der Arbeit der Russischen Föderation verliehen.
Im Januar 2021 erklärte er, dass er vor einigen Jahren ein palastartiges Gebäude am Schwarzen Meer für dessen Umbau in ein Luxushotel gekauft hat.
Im März 2022 verschärfte die Regierung der Vereinigten Staaten die Sanktionen gegen Arkadi Rotenberg. Die EU belegte am 8. April 2022 seinen ältesten Sohn und Erben, Igor Arkadyevich Rotenberg, mit Sanktionen. Er hat Positionen in führenden russischen Unternehmen, darunter SGM, Gazprom Drilling and Mostotrest und ist Mehrheitsaktionär von Gazprom Drilling.
Spiegel und Tagesspiegel berichteten 2024 über Immobiliengeschäfte unter Umgehung oder Verletzung der Sanktionen, wodurch sich eine "Oligarchenkolonie" im Grunewalder Ortsteil Schmargendorf entwickelt habe.